# Михаил Катков
Михаил Никѝфорович Катко̀в е руски консервативен журналист, ползвал се с влияние при управлението на цар Александър III.
От 1863 г. до смъртта си издава влиятелния вестник „Московские ведомости“. Катков става известен като енергичен противник на полското национално движение, на либерализма и публичното образование, основано на естествените науки.
Катков и негови последователи влагат значителни суми и основават образцово класическо училище, просъществувало половин век (1868 – 1917). Наречено е било Московски императорски лицей „Царевич Николай“, но неофициално е било популярно като Катковския лицей. В него са учили децата от дворянските семейства. Лицеят се е състоял от 8 гимназиални и 3 университетски класа с профили: юридически, филологически и физико-математически. След смъртта на Катков директор на лицея става българинът Константин Станишев.